# دان بالمر
دان بالمر (بالإنجليزية: Dan Palmer)‏ هو لاعب اتحاد الرغبي أسترالي، ولد في 13 سبتمبر 1988 في Shellharbour, New South Wales ‏ في أستراليا.

## وصلات خارجية
- دان بالمر عل موقع إسبنسكروم (الإنجليزية)
- دان بالمر على موقع ItsRugby.co.uk (الإنجليزية)